# Ilian Cașu
Ilian Grigorievici Cașu (rusă Илиан Григорьевич Кашу , n. 6 februarie 1972, Sadaclia, raionul Basarabeasca, RSS Moldovenească, URSS) este un politician moldovean, vicepreședintele Partidului Nostru. Acesta a fost candidatul partidului la Alegerile din Chișinău din 2015, iar în prezent ocupă funcția de consilier local. După formare este profesor de engleză și politilog, fiind absolvent al Facultății de Limbi străine din cadrul Universității Alecu Russo din Bălți. 

## Viață personală
Este căsătorit și are 2 copii.